# Maszynista sceny

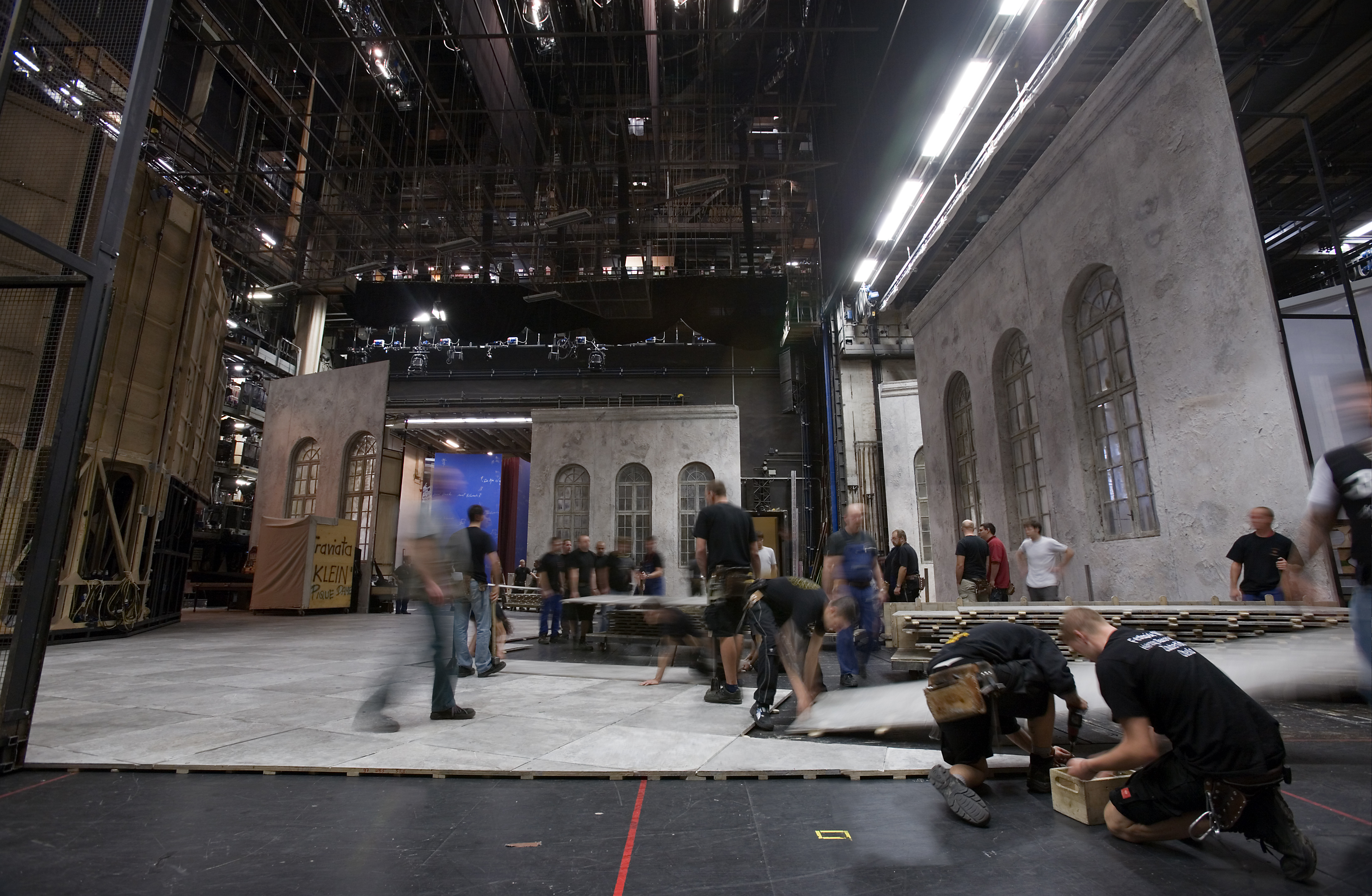
Montaż dekoracji na scenie Opery Wiedeńskiej

Maszynista sceny, także: maszynista – pracownik techniczny, specjalista ustawiający i zmieniający dekoracje w teatrze. Do obowiązków maszynisty należy rozładunek, montaż, demontaż dekoracji na scenie, udział w próbach przedstawień, naprawa uszkodzonych elementów, zmiany w ustawieniu scenografii podczas spektaklu. Pracami maszynistów kieruje brygadier sceny.